# Kosha

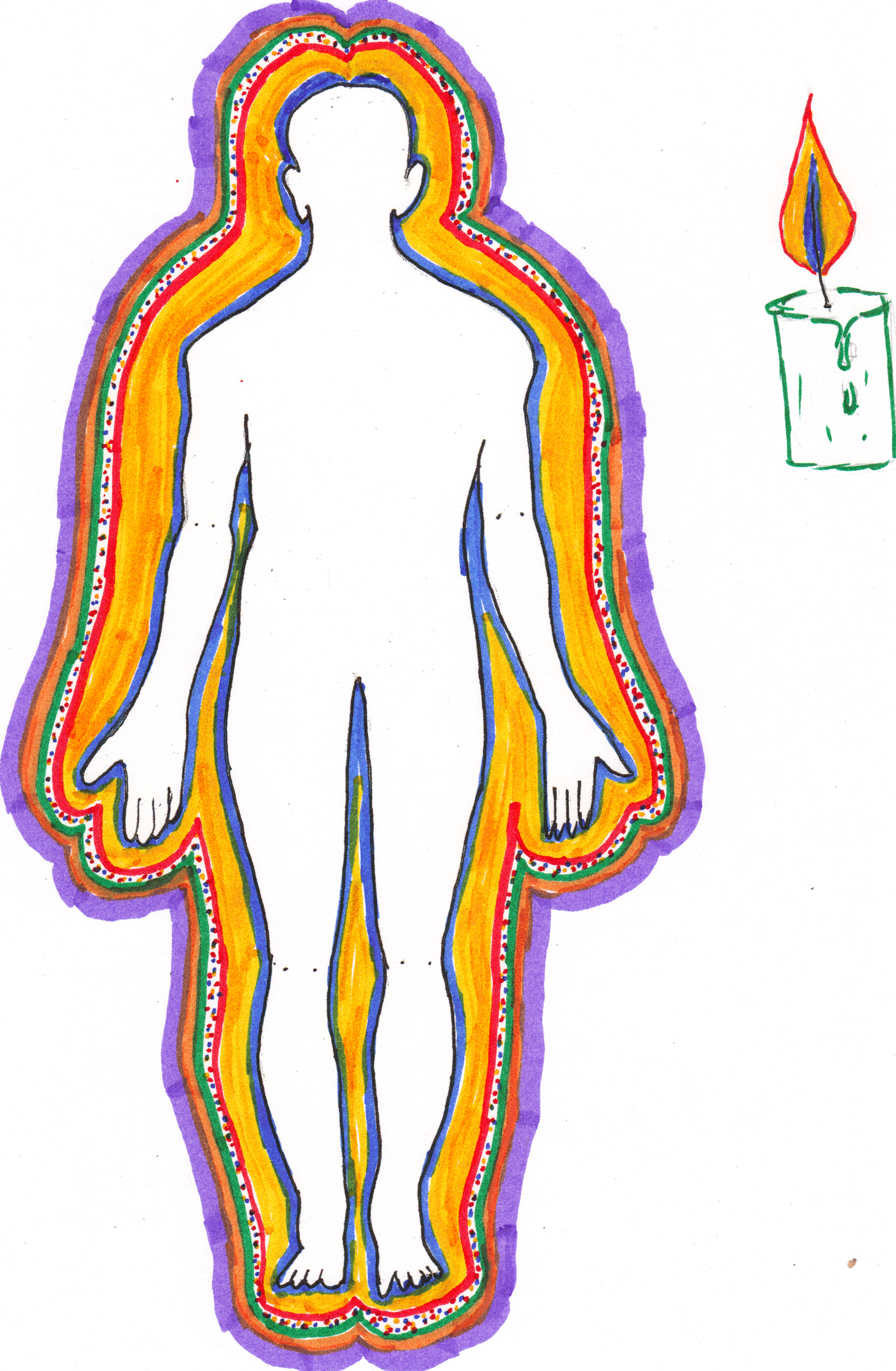
Una visualizzazione dei cinque koshas, ma non devono essere pensati come guaine concentriche, ma come interpenetrando a diversi livelli di sottigliezza, dal grossolano al più sottile.

Secondo la filosofia Vedānta, l'essenza spirituale dell'uomo (detta Ātman) è rivestita da cinque involucri o guaine, chiamati Kosha. Essi sono i corpi di cui è composto l'"io" fenomenico, che separano la coscienza (il proprio Ātman, il proprio Sé) dal Brahman indifferenziato.
I cinque Kosha sono presenti in tutti i piani (grossolano, sottile e causale), partendo da quello più materiale per arrivare a quello più spirituale. Questo riflette la volontà Advaita (non duale) che non distingue fra fisica e metafisica, ma li considera gradazioni di un tutto.

## Annamayakosa
La prima guaina Annamayakosa è quella del corpo grossolano ed è così descritta:
(Vivekacūḍāmaṇi, sloka 154)
La sua esistenza dipende dal prana (energia) assunto sotto forma di cibo, acqua e da prana più sottile assunto attraverso l'aria che respira. Il prana assunto attraverso la respirazione è la forma di energia più importante al corpo materiale, infatti senza cibo la sua sopravvivenza è possibile fino e oltre 6 settimane, senza acqua 3 giorni, senza aria, invece, la vita del corpo materiale cessa dopo soltanto 6 minuti. Il corpo fisico può essere armonizzato anche attraverso la pratica di posizioni mirate dette āsana.

## Pranamayakosa
La seconda guaina Pranamayakosa è quella dell'energia vitale.
Nella filosofia vedantina, con il termine prana si intende il soffio-energia vitale. Il cibo grossolano, come detto, è una sorta di prana cristallizzato. Questo corpo è simile per dimensione e forma a quello fisico e, come quello fisico ha una sua struttura fisiologica gestita da "centrali energetiche" dette chakra dalle quali scorre l'energia attraverso una sorta di rete sottile di "canali di collegamento", le nadi, la cui funzione è quella di distribuire il prana attraverso le varie strutture umane. Non esiste una sola particella dell'essere umano che non funzioni come organo di ricezione, trasformazione e trasmissione dell'energia sottile. Il corpo eterico, pur essendo puramente energetico, può essere influenzato dalle tecniche yoga di respirazione (prāṇāyāma).

## Manomayakosa
Il terzo involucro Manomayakosa è quello che concerne il mentale ed in proposito è scritto:
(Vivekacūḍāmaṇi, sloka 167)
Tutto l'universo di nomi e forme non è altro che il frutto di Manomayakosa. In altre parole, quello che noi chiamiamo "mondo reale" è frutto della proiezioni della mente esattamente come lo è il mondo onirico durante il sonno. Naturalmente entrambi i tipi di proiezione risultano reali fintantoché la conoscenza non sarà sufficientemente risvegliata.
Un elemento di particolare interesse lega quanto detto al ciclo di morte-rinascita (Saṃsāra).
Infatti per la metafisica Vedānta la trasmigrazione avviene per l'identificazione della coscienza con il mondo dei nomi e delle forme. L'identificazione con la realtà grossolana crea un moto che permette all'individualità di generare una forza che rende schiavi delle cose pur vivendo nell'illusione di possederle. Questa forza tenta disperatamente di sopravvivere, trasmigrando nei vari mondi, subendo il relativo karma di merito-demerito, attenuandosi e spegnendosi solo quando cessa quel moto di identificazione.
Fintanto che questo viene alimentato il ciclo morte-rinascita (e con esso la schiavitù metafisica) non sarà mai spezzato.

## Vijnanamayakosa
La quarta guaina Vijnanamayakosa è detta guaina dell'intelletto. 
Quello che rappresenta questo involucro è la cosiddetta buddhi. Potremmo intendere questo termine come la più alta facoltà discriminativa che l'individuo possegga, l'intelligenza sintetica capace di contemplare gli archetipi universali.
Benché molto vicina al Ātman riflettendone il cit, nonostante sia percezione intuitiva e discernimento immediato essa resta pur sempre un veicolo del sé ed è pertanto soggetta a trasmigrazione.
Pertanto se questa resta vincolata al complesso mentale e sensoriale favorisce l'espansione dell'ego; se viceversa risulta svincolata dal desiderio egoico essa favorisce l'amore e la comprensione universale.

## Anandamayakosa
L'ultima guaina e quella più interna Anandamayakosa è quella della beatitudine.
Di essa si dice essere attiva nel sonno profondo mentre negli altri stati (veglia e sogno) lo è solo parzialmente. È sede della facoltà intuitiva ove si fa esperienza della divinità che vive nel profondo di ogni essere umano. Tale unità di coscienza rifrange senza riflettere la pura beatitudine dell'Ātman, in assenza di qualsiasi dualità. Questa guaina è composta di beatitudine non generata da alcun eccitamento né da stimoli sensoriali quindi non dipende da alcun condizionamento formale.
Anche questo corpo causale va superato; esso non può essere il supremo sé in quanto ne è pur sempre rivestimento come lo sono le altre guaine-corpi.
Compresi e risolti i cinque involucri ovvero i tre corpi quello che resta è solo il testimone, il supremo Ātman.